# Nathan Page
Nathan Page (ur. 25 sierpnia 1971 w Perth) – australijski aktor telewizyjny, teatralny i filmowy. Występował w jednej z dwóch głównych ról w serialu Zagadki kryminalne panny Fisher i  jego filmowej kontynuacji.

## Życiorys
Urodził się 25 sierpnia 1971 w Perth.
Wystąpił w takich filmach jak: Strange Fits of Passion (1999), Sample People (2000), Noise (2007), Scorched (2008), Wypadki chodzą po ludziach (2009), Moi chłopcy (2009), Wicked Love: The Maria Korp Story (2010), Panika na Rock Island (2010) i Śpiąca piękność (2011), pojawił się w rolach gościnnych w serialach White Collar Blue (2002), Zatoka serc (2007), Cena życia (2008–2009, 2 odcinki), Paper Giants: The Birth of Cleo (część 1 i 2, 2011), Redfern Now (2012).
W 2003 wystąpił w 12 odcinkach W pogoni za szczęściem (jako Charlie), zaś w latach 2009–2013 jako Henry Stokes w ośmiu epizodach serialu Underbelly. W latach 2012–2015 występował w nagradzanym serialu Zagadki kryminalne panny Fisher (34 odc.) w roli inspektora Jacka Robinsona, partnera tytułowej bohaterki (Essie Davis), a w 2015 był członkiem głównej obsady ośmioodcinkowego Hiding (jako Kosta Krilich).
Do roli Jacka Robinsona powrócił w kręconym w 2018 filmie Panna Fisher i Krypta Łez, który miał swoją premierę w 2020 roku.